# Juris Bērziņš
Juris Bērziņš (født 8. marts 1954 i Riga) er en lettisk tidligere roer.

## Rokarriere
Bērziņš var styrmand og stillede op for Dinamo i hjembyen Riga, og han var med i en firer med styrmand, hvis besætning derudover bestod af brødrene Dimants Krišjānis og Dzintars Krišjānis samt Artūrs Garonskis og Žoržs Tikmers. I denne båd var han med til at vinde VM-sølv for Sovjetunionen i 1979.
Ved OL 1980 i Moskva var det samme båd, der deltog for Sovjetunionen. De blev blot nummer tre i indledende heat og måtte i opsamlingsheat, som de vandt og dermed sikrede sig kvalifikation til finalen. Her førte de størstedelen af løbet, men på de sidste 500 m blev de overhalet af DDR, der sikrede sig guldet, mens Bērziņš og hans makkere fik sølv og Polen bronze.
Ved VM i 1981 vandt båden bronze (nu uden Garonskis), og i 1982 var med i otteren sammen med blandt andet brødrene Krišjānis og Tikmers, der vandt VM-bronze, mens hans sidste internationale mesterskab var VM 1983, hvor han nu roede firer uden styrmand og vandt sølv.

## OL-medaljer
- 1980:  Sølv i firer med styrmand